# Neosynepidosis furcata
Neosynepidosis furcata är en tvåvingeart som först beskrevs av Ephraim Porter Felt 1907.  Neosynepidosis furcata ingår i släktet Neosynepidosis och familjen gallmyggor.
Artens utbredningsområde är New York. Inga underarter finns listade i Catalogue of Life.